# Volby do Evropského parlamentu v Rakousku 2019
Volby do Evropského parlamentu 2019 se v Rakousku uskutečnily v neděli 26. května v rámci celoevropských voleb do Evropského parlamentu. Zvolený Evropský parlament měl v 9. volebním období (2019–2024) celkem 751 křesel, Rakousko v něm mělo 18 zástupců.

## Kandidáti a výsledky
| Číslo | Jméno strany                           | Hlasy v % | Počet mandátů |
| ----- | -------------------------------------- | --------- | ------------- |
| 1     | Rakouská lidová strana                 | 34,6      | 7             |
| 2     | Sociálně demokratická strana Rakouska  | 23,9      | 5             |
| 3     | Svobodná strana Rakouska               | 17,2      | 3             |
| 4     | Zelení – Zelená alternativa            | 14,1      | 2             |
| 5     | Neos – Nové Rakousko a liberální fórum | 8,4       | 1             |
| 6     | Komunistická strana Rakouska           | 0,8       | 0             |
| 7     | EUROPA Jetzt                           | 1,0       | 0             |
|       | Ostatní strany                         | 0,8       | 0             |